# Необыкновенные приключения Арбузика и Бебешки
«Необыкновенные приключения Арбузика и Бебешки» — советская повесть-сказка Эдуарда Мартиновича Скобелева для детей младшего школьного возраста.

## Сюжет
В небольшом городке местный изобретатель Арбузов построил ракетоплан, летающее средство, похожее на небольшой вертолёт. В это же время в городе пропало несколько детей. Похищение одного ребёнка заметил местный дворник, но ему не удалось предотвратить преступление. По его показаниям, похититель был чудовищем с телом человека, но головой крокодила и зелёным хвостом.
Сын изобретателя по прозвищу Арбузик и его друг Бебешка угоняют ракетоплан и отправляются в страну зеленохвостых, возглавляемую коварным королём Дулярисом. Вместе с местным диссидентом Бомбоко им удаётся освободить детей и вернуться домой.
Однако, зло не окончательно побеждено. Укрыться удалось сыну короля и нескольким чудовищам. Теперь героям предстоит путь в страну Голубых Туманов.

## История
Впервые книга вышла в издательстве «Юнацтва» (пер. с белорусского — «Юность») (1983). Это было издание в мягкой обложке.
Было доброжелательно встречено читателями и были высказаны пожелания о продолжении книги. Автор учёл это и постарался придать ей более законченный вид.
Следующее издание уже включало как ранее опубликованные приключения Арбузика и Бебешки в стране зеленохвостых, так и новые приключения в стране Голубых Туманов. Это было издание 1985 года.
В 1997 году в том же издательстве и почти в том же оформлении вышла книга «Новые необыкновенные приключения Арбузика и Бебешки», которая включала в себя и новую, третью повесть — «Сокрушение „Несокрушимых“».

## Экранизация
- «Полёт в страну чудовищ» (1986) — советский художественный фильм-сказка режиссёра Владимира Бычкова.